# Sąd Najwyższy (Czechy)
Sąd Najwyższy Czech (cz. Nejvyšší soud České republiky, NS) – naczelny organ władzy sądowniczej w Czechach. Siedziba sądu znajduje się w Brnie. Prezesem Sądu Najwyższego jest obecnie Pavel Šámal. 

## Kompetencje i działalność
Sąd Najwyższy został powołany do:
- rozpatrywania nadzwyczajnych odwołań od decyzji sądów okręgowych lub zagranicznych w sprawach karnych lub cywilnych (skargi mogą dotyczyć złamania prawa podczas postępowań sądowych)
- rozpatrywania spraw, które są przewidziane przez ustawodawstwo lub traktaty międzynarodowe, które podpisało państwo
- oceniania i monitorowania decyzji sądów niższej instancji oraz wydawania opinii na temat wyroków sądowych w określonych przypadkach[4].

## Historia

### Czechosłowacja i Protektorat Czech i Moraw
Ustawa nr 5/1918 Sb. powołała Sąd Najwyższy Czechosłowacji i określiła jego kompetencje. Siedziba sądu początkowo znajdowała się w Pradze, jednak w 1919 przeniesiono ją do Brna. Sąd Najwyższy był sądem trzeciej instancji w sprawach karnych i cywilnych oraz mógł zasugerować uchwalenie prawa dotyczącego czechosłowackiego wymiaru sprawiedliwości. W swej strukturze był identyczny do Sądu Najwyższego i Kasacyjnego w Wiedniu, który funkcjonował do 1918. Składał się z Pierwszego Prezesa, Drugiego Prezesa, 7 Przewodniczących zespołów (po 1930 ich liczba wzrosła do 9) i 40 członków Rady Sądu Najwyższego (po 1930 ich liczba wzrosła do 48). 

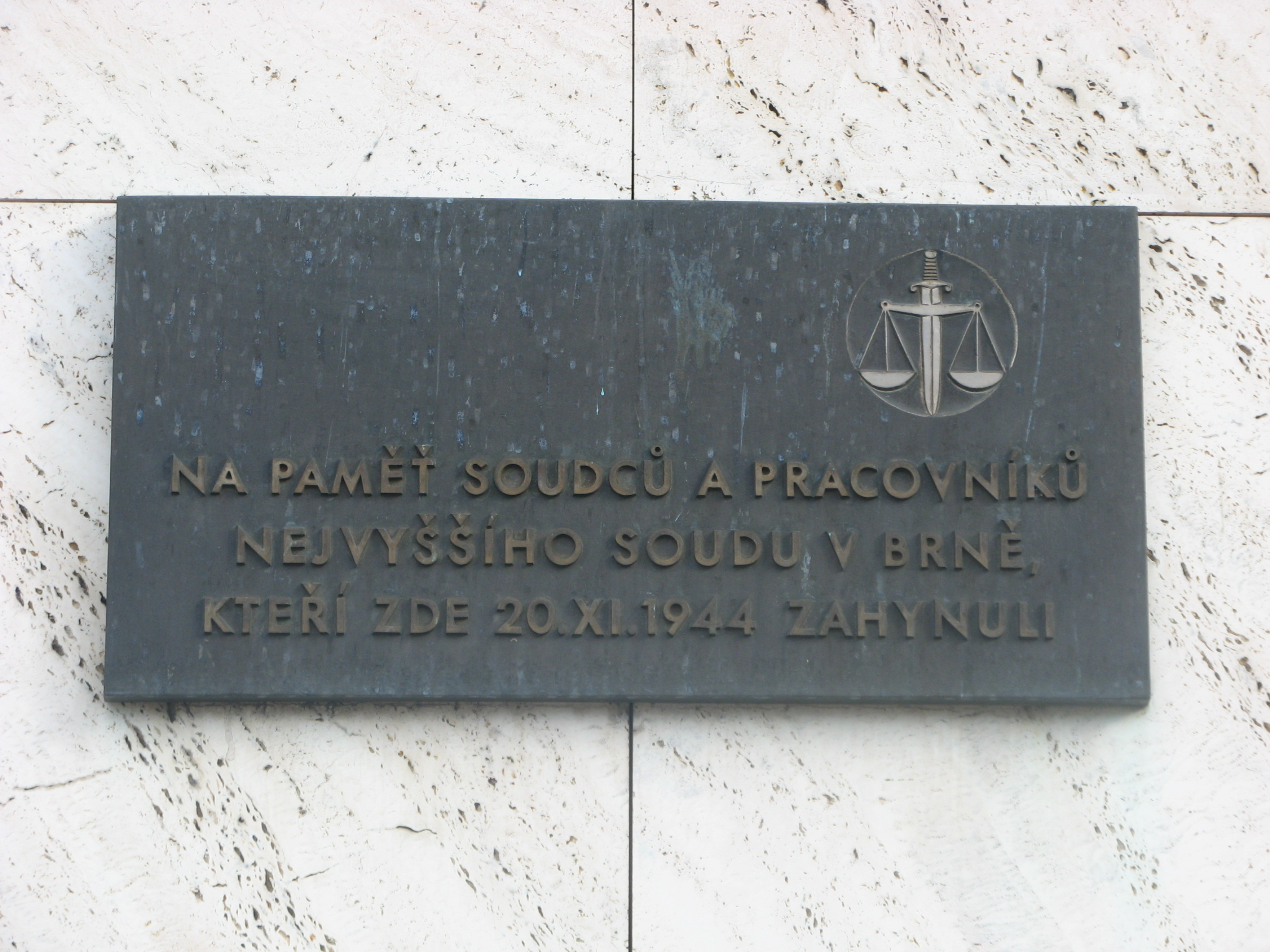
Tablica upamiętniająca zamach bombowy

Po utworzeniu Protektoratu Czech i Moraw obowiązki Sądu Najwyższego, którego siedziba nadal znajdowała się w Brnie, częściowo przejął Słowacki Sąd Najwyższy z siedzibą w Bratysławie. 20 listopada 1944 część sędziów Sądu Najwyższego zginęła w zamachu bombowym. Tablica upamiętniająca ofiary znajduje się w rogu Pałacu Moraw. W 1945 i 1946 na podstawie porozumień Słowacki Sąd Najwyższy uznano za siedzibę Sądu Najwyższego na Słowacji oraz potwierdzono jego legalną działalność i podtrzymano strukturę Sądu. 
Po wejściu w życie Ustawy Popularyzacji Sądownictwa, skład Sądu Najwyższego został uzupełniony o wymaganą ilość członków. W skład Zespołów wchodziło 2 sędziów zawodowych i 3 ławników. Głosy sędziów i ławników były równowartościowe, a ławnicy brali udział w rozprawach sądowych, w których rozpatrywano skargi o naruszenie prawa. Zasady bezstronności i niezależności ławników były poważnie naruszone z racji faktu, że ławnicy byli wybierani przez rząd. 
Po II wojnie światowej działalność Sądu Najwyższego została wznowiona, jednak początkowo jego siedziba znajdowała się w Pradze. W wyniku federalizacji Czechosłowacji oprócz Sądu Najwyższego Czechosłowacji powołano osobny Sąd Najwyższy w Czechach i osobny Sąd Najwyższy na Słowacji. Sąd Najwyższy Czechosłowacji, którego siedziba znajdowała się w Pradze, był naczelnym organem władzy sądowniczej w całej Czechosłowacji. Sąd Najwyższy Czechosłowacji głównie orzekał, czy decyzje sądów niższej instancji są legalne i dbał o zapewnienie jednakowości wyroków. Jego kompetencje były bardzo podobne do obecnych kompetencji Sądu Najwyższego Czech, przy czym Sąd Najwyższy Czechosłowacji nie orzekał jako sąd pierwszej instancji. Szczególnym zadaniem Sądu Najwyższego było badanie legalności spraw, w których wymierzono karę śmierci. Zespoły po 1968 składały się z 3 lub 5 członków, a Sąd dzielił się na 3 wydziały: spraw cywilnych, spraw karnych, spraw wojskowych. W 1991 zdecydowano, że Sąd Najwyższy Czechosłowacji do 1992 zostanie przeniesiony do Brna. W 1993 w miejscu siedziby Sądu Najwyższego ulokowano Sąd Naczelny w Pradze.

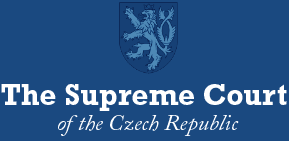
Oficjalne logo Sądu Najwyższego w Czechach

### Republika Czeska
Po 1989 zmiany dotyczyły tylko składu personalnego całego systemu sądownictwa, natomiast struktura czechosłowackiego sądownictwa nie uległa zmianie. Znaczne zmiany przyniósł rozpad Czechosłowacji, kiedy Sąd Najwyższy Czech 1 stycznia 1993 przejął obowiązki Czeskiego Sądu Najwyższego i Słowackiego Sądu Najwyższego.

## Organy Sądu Najwyższego
Do organów Sądu Najwyższego należą: Prezes Sądu Najwyższego, Wiceprezes Sądu Najwyższego, Zgromadzenie Ogólne Sądu Najwyższego, Naczelna Izba Sądu Najwyższego, wydziały Sądu Najwyższego, izby Sądu Najwyższego, Rada Sędziów Sądu Najwyższego.  

### Prezes Sądu Najwyższego
Do kompetencji Prezesa Sądu Najwyższego (cz. Předseda Nejvyššího soudu) należą:
- wykonywanie jurysdykcji Sądu Najwyższego
- pełnienie funkcji administracyjnej i menadżerskiej
- organizowanie pracy innych sędziów poprzez wydawanie rocznego planu pracy, który jest omawiany z Radą Sędziów SN
- wydawanie Regulaminu Postępowania Sądu Najwyższego po konsultacjach z Radą Sędziów SN
- przewodniczenie Ogólnemu Zgromadzeniu SN
- branie udziału w spotkaniach jakiegokolwiek Wydziału SN
- przewodniczenie lub zasiadanie w odpowiedniej izbie SN zgodnie z planem pracy
- zwoływanie sesji Zgromadzenia Ogólnego SN
- proponowanie wydziałom Zgromadzenia Ogólnego SN określonego punktu widzenia w czasie orzekania wyroków na temat określonych kwestii
- zwracanie szczególnej uwagi na powagę postępowań sądowych, przestrzeganie etyki sądowej i płynności postępowań
- rozpatrywanie skarg dotyczących opóźnień w procesach, niestosownego zachowania lub naruszenia powagi postępowania przez sędziów lub innych pracowników Sądu Najwyższego lub któregoś z 2 Sądów Naczelnych[2].

### Wiceprezes Sądu Najwyższego
Do kompetencji Wiceprezesa Sądu Najwyższego (cz. Místopředseda Nejvyššího soudu)  należą:
- wykonywanie pracy administracyjnej i sądowniczej, szczególnie odnosi się to do reprezentowania Prezesa Sądu Najwyższego w czasie jego nieobecności
- wykonywanie zadań zleconych mu przez Prezesa SN
- zarządzanie Zbiorem Orzeczeń Sądowych i Stanowisk SN[2].

### Zgromadzenie Ogólne Sądu Najwyższego
Zgromadzenie Ogólne Sądu Najwyższego (cz. Plénum) składa się z Prezesa SN, Wiceprezesa SN, Przewodniczących wydziałów SN, Przewodniczących izb SN i innych sędziów SN. Zgromadzenie Ogólne SN omawia kwestię Regulaminu Postępowania SN i ustala określony punkt widzenia w czasie orzekania wyroków na temat określonych kwestii. 

### Wydziały i izby SN
Ustawa nr 30/2000 Sb. Nowelizacja ustawy o sądach i sędziach powołała 1 stycznia 2001 wydziały i izby SN. 
Każdy Sędzia SN jest członkiem którejś z izb SN lub Naczelnej Izby SN. Każda izba składa się z przewodniczącego i 2 sędziów, a Naczelna Izba SN musi składać się z minimum 9 sędziów z tego samego Wydziału. 
Naczelna Izba SN (cz. Velké senáty kolegií) podejmuje decyzje w przypadku, gdyby któraś z izb SN przekazała mu sprawę. Naczelna Izba obraduje nad daną sprawą, jeśli wydana opinia jest sprzeczna z wcześniej wydanym stanowiskiem SN. 
Izby SN (cz. Senátů) mogą decydować w sprawach dotyczących rewizji nadzwyczajnej, złamania prawa, uznawania i wykonywania orzeczeń zagranicznych sądów na terenie państwa czeskiego, jeśli wymaga tego odpowiednia regulacja prawna lub umowa międzynarodowa. Każdej izbie przewodniczy przewodniczący, który przydziela członkom izby odpowiednie obowiązki. 
Obecnie istnieją 2 wydziały Sądu Najwyższego: Wydział Prawa Cywilnego i Gospodarczego oraz Wydział Prawa Karnego. Głównym zadaniem wydziałów SN (cz. Kolegia) jest analiza i ocena wyroków sądów niższej instancji, a także uogólnianie otrzymanych informacji tak, aby po złożeniu Prezesowi SN, mógł on ustalić określony punkt widzenia w czasie orzekania wyroków na temat określonych kwestii.  

### Rada Sędziów Sądu Najwyższego
Rada Sędziów Sądu Najwyższego (cz. Soudcovská rada) pełni rolę pomocniczą w pracy Prezesa Sądu Najwyższego. Radzie przewodniczy przewodniczący i jest wybierana przez Zgromadzenie wszystkich Sędziów SN na kadencję 5 lat. 

## Sędziowie Sądu Najwyższego
Prezes SN i Wiceprezes SN oraz przewodniczący wydziałów i izb są powoływani przez Prezydenta Czech na kadencję 10 lat. Prezes SN nominuje przewodniczących izb i wydziałów, 2 członków Rady Akademii Sądowej i 3 członków specjalnej izby w Najwyższym Sądzie Administracyjnym, która rozstrzyga spory kompetycyjne. Aby otrzymać nominację na sędziego SN sędzia musi mieć przynajmniej 10 lat doświadczenia zawodowego. Każdy sędzia może złożyć wniosek o powołanie jego asystenta, która pomaga mu w pracy biurowej. 

### Lista Prezesów Sądu Najwyższego
| Prezes Sądu Najwyższego | Okres sprawowania urzędu |
| ----------------------- | ------------------------ |
| Otakar Motejl           | 1993 – 1998              |
| Eliška Wagnerová        | 1998 – 2002              |
| Iva Brožová             | 2002 – 2015              |
| Pavel Šámal             | 2015 –                   |

### Lista Wiceprezesów Sądu Najwyższego
| Wiceprezes Sądu Najwyższego | Okres sprawowania urzędu |
| --------------------------- | ------------------------ |
| Pavel Kučera                | 1993 – 2010              |
| Roman Fiala                 | 2010 –                   |

## Wydziały Sądu Najwyższego

### Wydział Prawa Cywilnego i Gospodarczego
Wydział Prawa Cywilnego i Gospodarczego SN (cz. Občanskoprávní a obchodní kolegium Nejvyššího soudu) jest podstawową jednostką SN i odpowiada za zapewnianie jednolitości i legalności decyzji sądów niższych instancji. Do zadań tego Wydziału należą:
- prowadzenie postępowań odwoławczych w sprawach, w których orzekały sądy apelacyjne
- wydawanie opinii na temat, w jaki sposób sądy powinny orzekać w danych sprawach cywilnych
- decydowanie o publikacji orzeczeń w Zbiorze Orzeczeń Sądowych i Stanowisk SN.

Na czele Wydziału Prawa Cywilnego i Gospodarczego stoi Przewodniczący, a sam Wydział jest podzielony na 8 wydziałów cywilnych i 3 wydziały gospodarcze. Plan pracy określa, którzy sędziowie zostaną przydzieleni do odpowiednich izb SN.

### Wydział Prawa Karnego
Wydział Prawa Karnego SN (cz. Trestní kolegium Nejvyššího soudu) to wydział, w którym orzekają sędziowie stosujący prawo materialne i procesowe. Wydział Obejmuje 23 sędziów, którzy są podzieleni na 7 izb SN. Dodatkowo 9 sędziów jest powoływanych do Naczelnej Izby SN, która wydaje wyroki w specjalnych przypadkach na mocy § 20 Ustawy nr 6/2002 Sb. o sądach i sędziach, a kolejne 7 sędziów jest powoływanych do Izby Ewidencji, który potwierdza, że zapisy orzecznictwa są przechowywane zgodnie z zaleceniami Przewodniczącego Wydziału. Natomiast 3 sędziów zasiada w specjalnej Izbie, która orzeka w nadzwyczajnych apelacjach na mocy Ustawy nr 166/1993 Sb. o Najwyższej Izbie Kontroli. Do zadań tego wydziału należy:
- orzekanie w sprawach nadzwyczajnych odwołań i skarg na naruszenie prawa. Ta działalność Wydziału powoduje jednolitość i legalność wyroków wydawanych przez sądy niższej instancji.
- nadzorowanie ostatecznych wyroków sądów niższej instancji i w razie potrzeby wydawanie orzeczenia, które ujednolici orzekane wyroki. Każda opinia jest publikowana w Zbiorze Orzeczeń Sądowych i Stanowisk SN.
- rozpatrywanie skarg na działanie Sądów Naczelnych jako sądów pierwszej instancji, Prokuratora Generalnego. Skargi mogą dotyczyć decyzji o zastosowaniu pozbawienia wolności, nałożenia grzywny, przeniesieniu (usunięciu lub przekazaniu do innego organu) sprawy lub decyzji podjętej w wyniku stwierdzonej stronniczości. Sędziowie zajmują się także rozpatrywaniem kwestii ekstradycji nałożonej przez sądy regionalne.
- orzekanie w konfliktach, które wynikają wyraźnego brzmienia ustawy[14].

## Siedziba Sądu Najwyższego

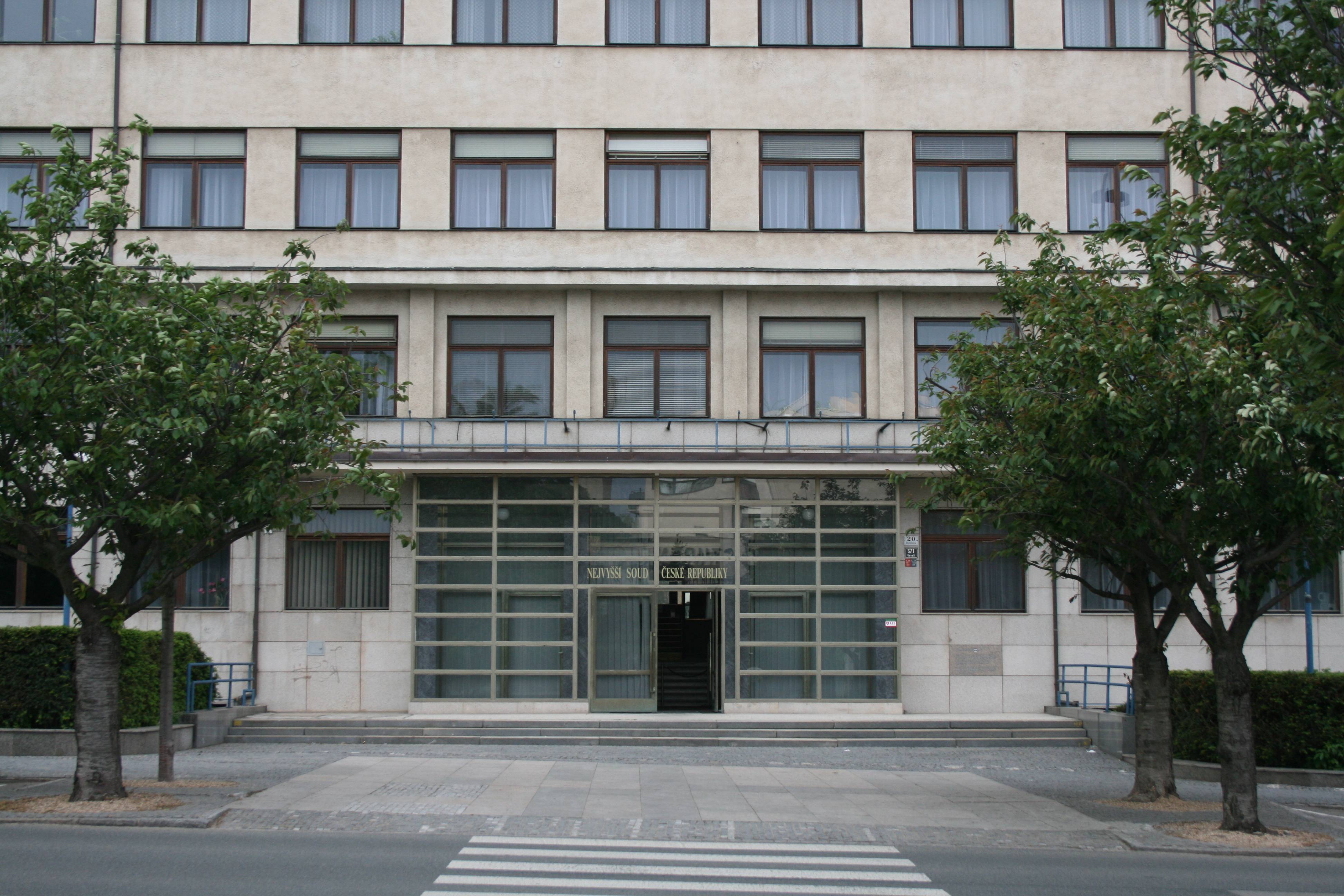
Główne wejście do obecnego budynku Sądu Najwyższego

Na początku swojej działalności Sąd Najwyższy znajdował się na Placu Sądowym przy ul. Roosevelta. Obok Sądu Najwyższego znajdowały się tam także: Prowincjonalny Sąd Naczelny, Prowincjonalny Sąd Cywilny, Rejonowy Sąd Cywilny i Rejonowo-Krajowy Sąd Cywilny. Z powodu trudności w organizacji planowano przenieść Sąd Najwyższy w inne, bardziej odpowiednie miejsce. Wśród propozycji nowej lokalizacji znalazł się Plac Akademicki (cz. Akademické náměstí), gdzie budynek SN mógł być postawiony poniżej Uniwersytetu Technicznego lub w przedniej części Placu, wzdłuż ul. Šumavskiej. Przedłużający się spór o lokalizację budynku rozwiązało Ministerstwo Sprawiedliwości i dodatkowo rozszerzyło plac budowy. Ostatecznie nie wybudowano nowego budynku z powodu sporu o lokalizację, a także trudnej sytuacji gospodarczej i politycznej w latach 30.
Brno stało się ponownie siedzibą SN 10 września 1993. Na siedzibę SN wybrano budynek byłego Generalnego Instytutu Emerytur (cz. Všeobecného penzijního ústavu) przy ul. Burešovej, który powstał na miejscu dawnej Fabryki Brandtovej (cz. Brandtovy továrny) według projektu Emila Králíka. Biura administracyjne zostały otwarte 20 września 1932, a w latach 60. budynek stał się siedzibą regionalnego komitetu Partii Komunistycznej. Z powodu braku miejsca Partia w 1986 dodała poddasze i skrzydło zawierające wielopiętrową aulę. We wczesnych latach 90. budynek stał się siedzibą rektora Instytutu Informatyki i Technologii Uniwersytetu Masaryka, a w 1993 stał się siedzibą Sądu Najwyższego Czech.

## Relacje międzynarodowe

### Wydział Międzynarodowy Sądu Najwyższego
Wydział Międzynarodowy Sądu Najwyższego (cz. Zahraniční oddělení Nejvyššího soudu) powstał w 2005 po przystąpieniu Czech do Unii Europejskiej. Sąd Najwyższy od tego momentu stał się naczelnym organem prawodawczym w nowym kraju członkowskim UE i był zobowiązany do znajomości prawa europejskiego. SN przed przystąpieniem państwa do UE prowadził liczne szkolenia z zakresu prawa europejskiego, a także szkolenia językowe dla sędziów. 
Współpracę SN z sądami najwyższymi innych państw członkowskich rozpoczęła akcesja państwa do UE. Międzynarodowy Departament SN dba o aktywny udział Sądu w Sieci Prezesów Sądów Najwyższych Państw Członkowskich Unii Europejskiej, Europejskim Stowarzyszeniu Sądów Pracy i Europejskim Instytucie Prawa. Wydział działa w obszarze prawa europejskiego i międzynarodowego, ale także wydaje ekspertyzy tak, aby praca wszystkich czeskich sądów była zgodna z prawem europejskim. Dodatkowo Wydział zarządza bazą danych prawa europejskiego i orzecznictwa Trybunału Sprawiedliwości UE we wszystkich obszarach prawodawstwa, w których SN może orzekać. 
Wydział powołał sieć koordynatorów, którzy dbają o to, aby prawo europejskie było prawidłowo stosowane w sądach rejonowych i Sądach Naczelnych. Ci eksperci mogą przeprowadzać dyskusje na temat kwestii prawa europejskiego, które są wymagane, aby wydawać wyroki w określonych sprawach. Kolejnym ważnym zadaniem wydziału jest organizowanie specjalnych spotkań, w czasie których czescy sędziowie z Trybunału Sprawiedliwości omawiają aktualne zagadnienia prawa europejskiego.

### Członkostwo SN w organizacjach międzynarodowych
| Nazwa organizacji                                                      | Data przystąpienia                                                | Znaczenie dla pracy SN |
| ---------------------------------------------------------------------- | ----------------------------------------------------------------- | --- |
| Sieć Prezesów Sądów Najwyższych Państw Członkowskich Unii Europejskiej | marzec 2004.                                                      | SN uzyskał dostęp do bazy danych JuriFast, w której prezesi sądów najwyższych umieszczają orzecznictwo związane z prawem europejskim. |
| Europejskie Stowarzyszenie Sądów Pracy                                 | 1 stycznia 2009                                                   | SN Czech bierze udział w corocznych konferencjach, w czasie których sędziowie wymieniają się informacjami i doświadczeniami.          |
| Europejski Instytut Prawa                                              | SN w lutym 2012 otrzymał stanowisko obserwatora instytucjonalnego | SN uzyskał większy dostęp do wymiany informacji o prawodawstwie i orzecznictwie.                                                      |